# Мачац
Мачац (Sisyrinchium angustifolium Mill. Syn. S. bermudiana auct. Eur., S. graminoides E.P. Bicknell) Српски назив "мачац" је због облика листа који личи на мач (слично као што се перуника назива и мачинац). Научни назив рода добијен је спајањем грчке речи σιτοσ = жито, са латинским sus = свиња и rhino = рило, њушка јер свиње биљку ископавају и једу подземно стабло. Име врсте значи усколисно, а амерички назив је усколисна плавоока трава (narrow-leaf blue-eyed grass). 

## Опис врсте
Sisyrinchium angustifolium је перена са подземним стаблом - ризомом као и већина представника фамилије Iridaceae. Надземно стабло је висине 10-40 cm, разгранато са 2 до 3 нодуса, окриљено уским ободом исте боје као и стабло. Прва интернодија 10–30 cm, обично дужа од листова. Вршни нодус са 1 до 3 гране.
Листови су голи, глатки, сабљасти, ширине 3-5 mm, сјајни, целог обода и паралелне нерватуре формирају розету изнад земље; Лист основом обухвата стабло у виду рукавца. 
Терминално се формира цваст са спатом и 1-6 цветова. Цвет се састоји од 6 плавих или љубичастих латица чија је боја тамнија према централном делу који је жут, понекад бели али опет са жутим грлом. Латице су зашиљене на врху и прожете нервима и нису издиференциране на чашицу и круницу – граде перигон пречника 7,7–12,5 mm. 
Плод је лоптаста чаура пречника 4-7 mm, браон до црне боје кад се осуши. Семе је црно, округло величине 1-1,2 mm.

## Размножавање
На природим стаништима размножава се самосевом, а у расадницима дељењем у касно лето или генеративно. Клијање је хипогеично; клија после 30-180 дана од сетве, али најчешће семе прележи до следећег пролећа. У комбинованом огледу са гиберелинском киселином, калијум нитратом и хладном стратификацијом показало се да семе клија у највећем проценту (79%) када је третирано гиберелинском киселином (10-3М) и стратификовано 2 месеца

## Ареал
Врста је пореклом из Северне Америке. Раширена је у западној Европи, Аустралији, европском делу Русије и у Забајкаљу. У Русији у култури од 1808. године. По Европи је посебно раширен 1917. године, током Првог светског рата, за исхрану коња француске војске. 

## Биоекологија
Хелиофилна врста, толерантна и на полусенку. Јавља се на сиромашним до средње плодним земљиштима, влажим пешчаним ливадама, дуж обала потока, ободима мочвара, уз ивице влажних шума; од 0 до 800 m. н. в. Отпорна на ниске температуре; издржава до -30оC.

## Примена
Као декоративна, с обзиром на висину, врста налази примену у првом плану перенских аранжмана. Амерички староседеоци користили су Sisyrinchium за јело свеж, помешан са другим биљем, а чај од корена употребљавали су као лек против дијареје код деце и за лечење од цревних паразита; такође и као амајлију против уједа змије.